# Pico Dombái
El pico Dombái o Dombái-Ulgen  (en georgiano: დომბაი - ულგენი; en ruso: Домбай-Ульген; Karachay-Balkaria: Доммай ёлген, lit. 'El bisonte muerto') es un pico de 4046 metros de altitud, siendo el punto más alto de Abjasia, un estado con limitado reconocimiento internacional, que políticamente aun forma parte de Georgia. Se encuentra ubicado en la frontera con Karacháyevo-Cherkesia, una república autónoma de Rusia, en la Reserva Natural de Teberdá.
De sus vertientes nacen los ríos Bu-Ulguén, Séverni Ptish y Chujkur (que forman el Dombái-Ulguén) y Yuzhni Ptish.